# Abdil Ceylan
Abdil Ceylan (* 30. April 1983 in Çifteler, Provinz Eskişehir) ist ein türkischer Langstreckenläufer.

## Leben
2004 wurde er Dritter beim 15-km-Lauf des Istanbul-Marathons. 2005 wurde er Sechster beim Tarsus-Halbmarathon und kam beim Halbmarathon der Universiade in Izmir auf den 13. Platz. Im Jahr darauf wiederholte er seinen sechsten Platz in Tarsus und wurde nationaler Meister über 5000 m.
2007 wurde er Dritter beim Trabzon-Halbmarathon und Elfter beim Düsseldorf-Marathon. Beim Istanbul-Marathon belegte er Gesamtplatz 20 und wurde damit türkischer Marathonmeister.
Beim Marathon der Olympischen Spiele 2008 in Peking lief er auf Rang 71 ein.

## Persönliche Bestzeiten
- 5000 m: 14:25,69 min, 6. Mai 2005, Konya
- 10.000 m: 29:45,42 min, 15. April 2006, Antalya
- 15-km-Straßenlauf: 46:38 min, 10. Oktober 2004, Istanbul
- Halbmarathon: 1:04:52 h, 2. April 2006, Tarsus
- Marathon: 2:16:13 h, 28. Oktober 2007, Istanbul